# 吉田哲夫
吉田哲夫（よしだてつお）は、日本の地方公務員、造園家。公益財団法人横浜市緑の協会元理事長、横浜市都筑区長、横浜市公園部長、横浜市造園協会専務理事。東京都大田区出身。

## 来歴
東京農業大学で造園を学び卒業後、横浜市役所に就職。入庁後は横浜市緑政局公園部に属し、横浜を代表する公園や施設の整備・管理運営や緑化推進に関わる。横浜市緑政局公園部長や2009年から２年間は都筑区長を務める。横浜市横浜みどりアップ推進担当理事を経て現職。2016年第38回日本公園緑地協会北村賞受賞。

## 著書
- 『1級造園施工管理技士試験　短期総仕上げと演習問題』（共著, 彰国社  2001年から2008年）